# 松村剛
松村 剛（まつむら たけし、1960年1月31日 - ）は、日本のフランス文学者・文学研究者。中世フランス文献学専攻。東京大学大学院総合文化研究科教授（言語情報科学）。

## 来歴
東京都中野区生まれ。1980－1981年パリ第4大学留学、1983年東京大学教養学部フランス科卒、1984年トゥールーズ大学修士課程修了、1986年東京大学大学院人文科学研究科フランス文学修士課程修了、1986年から1989年までパリ第4大学博士課程在籍、1990年東京大学教養学部専任講師、1993年助教授、1997年パリ第4大学博士号取得、2007年東京大学大学院総合文化研究科准教授。その後、教授となる。
2000年、フランス学士院碑文・文芸アカデミーよりランティエ賞受賞。
2016年、アカデミー・フランセーズのフランス語圏大賞を受章。
2018年日本学士院賞・恩賜賞受賞（Dictionnaire du français médiéval（『中世フランス語辞典』）により）。
2018年7月、フランス政府教育功労章将校(オフィシエ、2等)受章。

## 家族
妻の松村恵理は、新倉俊一（フランス文学者）の娘で美術史家。

## 著書
- Dictionnaire du français médiéval (Paris, Les Belles Lettres, 2015)『中世フランス語辞典』

### 翻訳
- エリ・ヴィーゼル『伝説を生きるユダヤ人』ヨルダン社 1985
- アンリ・スティールラン『死者の繭 ナスカの技術と神秘』朝日出版社 1985
- ジャン・フラピエ『アーサー王物語とクレチャン・ド・トロワ』朝日出版社 1988
- ジョルジュ・デュビー『ブーヴィーヌの戦い 中世フランスの事件と伝説』平凡社 1992
- ジョルジュ・デュビー『歴史は続く』白水社 1993
- クシシトフ・ポミアン『ヨーロッパとは何か 分裂と統合の1500年』平凡社 1993／平凡社ライブラリー 2002
- ミシェル・パストゥロー『悪魔の布 縞模様の歴史』松村恵理共訳 白水社 1993／白水Uブックス 2004
- アラン・ブーロー『鷲の紋章学 カール大帝からヒトラーまで』平凡社 1994
- クードレット『メリュジーヌ物語 母と開拓者としてのメリュジーヌ　西洋中世綺譚集成』青土社 1996　
  - 『妖精メリュジーヌ物語 西洋中世奇譚集成』講談社学術文庫 2010
- ジャン＝クロード・シュミット『中世の身ぶり』みすず書房 1996
- ジャン＝クロード・シュミット『中世の迷信』白水社 1998
- ジョルジュ・デュビー『十二世紀の女性たち』新倉俊一共訳 白水社 2003
- ミシェル・パストゥロー『王を殺した豚王が愛した象 歴史に名高い動物たち』松村恵理共訳 筑摩書房 2003
- マルク・ブロック『歴史のための弁明　歴史家の仕事』（新訳）岩波書店 2004
- ミシェル・パストゥロー『青の歴史』松村恵理共訳 筑摩書房 2005
- ミシェル・パストゥロー、ドミニク・シモネ『色をめぐる対話』松村恵理共訳 柊風舎 2007